# S/2003 J 10
S/2003 J 10是木星的一顆逆行的不規則衛星。它是2003年，由史考特·雪柏領導的夏威夷大學天文學家團隊在2003年發現的。
S/2003 J 10是顆直徑約為2公里，在大約700天內的週期圍繞木星運行，平均距離為22,700百萬米，與黃道的傾角為164°，方向為逆行，偏心率為0.34。
它似乎屬於加爾尼群。
但自2003年被發現以來，這顆衛星就再也沒有出現過，現時被認為是遺失的衛星。